# Eidgenössisches Nuklearsicherheitsinspektorat
Das Eidgenössische Nuklearsicherheitsinspektorat (ENSI; französisch Inspection fédérale de la sécurité nucléaire IFSN, italienisch Ispettorato federale della sicurezza nucleare IFSN) ist die Aufsichtsbehörde der Schweiz für die nukleare Sicherheit und Sicherung der kerntechnischen Anlagen; es beaufsichtigt die Kernkraftwerke Beznau, Gösgen, Leibstadt und Mühleberg, die Forschungsreaktoren des Paul Scherrer Instituts und der ETH Lausanne sowie das schweizerische «Zwischenlager für radioaktive Abfälle» Zwilag. Sitz des ENSI ist Brugg im Kanton Aargau.
Der stillgelegte Forschungsreaktor der Universität Basel untersteht seit November 2021 nicht mehr der Aufsicht des ENSI.
Das ENSI wiederum wird überwacht vom ENSI-Rat, einem vom Schweizer Bundesrat gewählten und ihm direkt unterstellten Gremium (fünf bis sieben Mitglieder).

## Geschichte
Bis Ende 2008 war die Hauptabteilung für die Sicherheit der Kernanlagen (HSK) die in der Schweiz verantwortliche technische Aufsichtsbehörde für kerntechnische Anlagen. Sie hatte ihren Sitz im aargauischen Würenlingen.
Die HSK kontrollierte die Sicherheit der fünf betriebenen Kernkraftwerke und der weiteren Kernanlagen in der Schweiz. Die HSK nahm gleichzeitig auch die Funktion der Strahlenschutz-Aufsicht über sämtliche Kernanlagen sowie Aufgaben im Bereich der Zwischen- und Endlagerung radioaktiver Abfälle wahr. Im Gegensatz zu Deutschland, wo die genannten Funktionen aufgetrennt sind und teils sogar auf Länderebene ausgeübt werden, nahm die HSK die Aufgaben unter einem gemeinsamen Führungsdach wahr. Sie wurde kontrolliert von der aus nebenamtlichen Fachleuten bestehenden Kommission für die Sicherheit der Kernanlagen (KSA).
Seit dem 1. Januar 2009 werden die Aufgaben vom ENSI wahrgenommen. Gemäss Parlamentsbeschluss wurde die HSK vom Bundesamt für Energie abgetrennt und in eine unabhängige Aufsichtsbehörde umgewandelt. Damit wird die Forderung des internationalen Übereinkommens über nukleare Sicherheit in Bezug auf die Unabhängigkeit der Aufsichtsbehörde umgesetzt.

## Gesetzliche Grundlagen
Die Organisation des ENSI wird im ENSI-Gesetz (ENSIG) geregelt. Die rechtlichen Grundlagen für die Aufsichtstätigkeit des ENSI finden sich hauptsächlich im Kernenergiegesetz (KEG) und im Strahlenschutzgesetz (StSG).

## Die Aufgaben des ENSI
Gemäss Kernenergiegesetz ist der Betreiber für die Sicherheit seiner Anlage verantwortlich. Das ENSI überprüft, ob der Betreiber dieser Verantwortung nachkommt, und verschafft sich durch eigene Analysen, Inspektionen und Aufsichtsgespräche eigene Bewertungsgrundlagen.
Die Aufsichtstätigkeit des ENSI lässt sich in die zwei Hauptaufgaben der Anlagenbegutachtung und der Betriebsüberwachung einteilen:

### Anlagenbegutachtung

#### Grundlagen und Richtlinien
Die Begutachtung und Überwachung von Kernanlagen basiert auf Gesetzen, Richtlinien und technisch-wissenschaftlichen Grundlagen. Darin sind die Sicherheitsanforderungen und die Kriterien, nach denen sich die Beurteilung des ENSI richtet, dargestellt. Die Grundlagen und Richtlinien werden vom ENSI nach dem Stand von Wissenschaft und Technik weiterentwickelt. Dazu fördert das ENSI die nukleare Sicherheitsforschung, ist in über 70 internationalen Kommissionen und Fachgruppen für die Sicherheit der Kernenergie vertreten und arbeitet an der Weiterentwicklung der internationalen Sicherheitsvorgaben mit. In den Richtlinien werden unter anderem Strahlenschutzziele beim Betrieb von Kernanlagen vorgegeben, die Berichterstattung über den Betrieb oder die Organisation von Kernkraftwerken geregelt und die Anforderungen für die geologische Tiefenlagerung festgelegt.

#### Gutachten
Das ENSI erstellt Sicherheitsgutachten, wenn Betreiber von Kernanlagen Anträge stellen, die über die bestehende Betriebsbewilligung hinausgehen. Beispielsweise werden die periodischen Sicherheitsüberprüfungen aller Kernkraftwerke vom ENSI beurteilt und die Ergebnisse mit Auflagen in einem Gutachten festgehalten.

#### Freigaben
Anträge für die Änderungen von Kernanlagen, die durch bestehende Betriebsbewilligungen abgedeckt sind, behandelt das ENSI und erteilt bei positivem Entscheid eine Freigabe. Beispiele dafür sind Änderungen an sicherheitstechnisch klassierten Komponenten und Systemen oder Änderungen von technischen Spezifikationen.

### Betriebsüberwachung

#### Kontrolle, Inspektion und Zulassung
Das ENSI prüft die Berichterstattung der Betreiber, führt Aufsichtsgespräche durch und kontrolliert die Kernanlagen inklusive deren Organisation und Betrieb durch Inspektionen vor Ort. Das ENSI lässt für sicherheitsrelevante Positionen in Kernanlagen nur Personen zu, die über die notwendigen Fähigkeiten und Ausbildungen verfügen.

#### Revision
Jedes Kernkraftwerk führt jährlich eine mehrwöchige Revision durch, während welcher Unterhaltsarbeiten und Reparaturen im Werk gemacht werden. Gleichzeitig wird der Brennstoff erneuert. Diese Revisionsstillstände der Kernkraftwerke werden vom ENSI begleitet und überwacht.

#### Strahlenüberwachung
Das ENSI überwacht die Einhaltung der Strahlenschutzvorschriften und Dosislimiten. Es kontrolliert die Radioaktivitätsabgaben der Kernanlagen und die Einhaltung der Abgabelimiten. Es ermittelt die Strahlenexposition der Bevölkerung und des Werkpersonals.

#### Fernüberwachung und Prognose
Das ENSI betreibt um jede Kernanlage herum ein Messsystem für die automatische Dosisleistungsüberwachung sowie ein System zur Übermittlung von Anlageparametern aus den Kernkraftwerken. Die Daten ermöglichen dem ENSI, bei einem Störfall Prognosen für eine eventuelle Ausbreitung von Radioaktivität in der Umgebung zu erstellen.

#### Vorkommnisbearbeitung
Vorkommnisse in schweizerischen und ausländischen Kernanlagen werden systematisch hinsichtlich ihrer Bedeutung für die nukleare Sicherheit ausgewertet. Mit der Beurteilung der vom Betreiber ergriffenen Massnahmen wird überprüft, ob sich die Erkenntnisse auf andere Kernanlagen in der Schweiz übertragen lassen. Wenn nötig, fordert das ENSI Verbesserungen.

#### Notfallbereitschaft
Das ENSI ist in eine landesweite Organisation für die Bewältigung schwerer Störfälle eingebunden, der unter anderem die Nationale Alarmzentrale angehört.

#### Sicherheitsbewertung
Das ENSI fasst alle im Laufe eines Jahres anfallenden Daten zu einer Sicherheitsbewertung zusammen. Daraus leitet es allfällige Massnahmen und seine künftige Aufsichtsplanung ab. In jährlichen Berichten über die Sicherheit der Kernanlagen, den Strahlenschutz und die gesammelten Erfahrungen aus Betrieb und Forschung legt das ENSI Rechenschaft gegenüber der Öffentlichkeit ab.

## Analysen nach dem Reaktorunglück in Fukushima
Nach der Nuklearkatastrophe von Fukushima analysierte das ENSI die Ereignisse mit einem interdisziplinär zusammengesetzten Expertenteam. Die Ergebnisse inklusive der Lessons Learned wurden zwischen August und Dezember 2011 in vier Berichten der Öffentlichkeit vorgestellt.
Die Schweizer Kernkraftwerke mussten zudem nach der Nuklearkatastrophe von Fukushima nachweisen, dass sie ein 10'000-jährliches Hochwasser sowie ein 10'000-jährliches Erdbeben und ein erdbebenbedingtes Hochwasser beherrschen. Weiter beteiligte sich die Schweiz freiwillig am Stresstest der Europäischen Union. Als Folge dieser Überprüfungen mussten die Schweizer Kernkraftwerke verschiedene Verbesserungsmassnahmen vornehmen.

## Betriebsjahre

### Betriebsjahr 2009
Im Jahr 2009 verzeichneten die Schweizer Kernanlagen 24 meldepflichtige Vorkommnisse. Davon ereigneten sich elf Vorkommnisse in den beiden Reaktoren des Kernkraftwerks Beznau, vier in Mühleberg, drei in Gösgen und vier in Leibstadt. Dazu kamen zwei Vorkommnisse in den Kernanlagen des PSI. Das Vorkommnis in Beznau vom 3. August 2009 wurde auf der internationalen Ereignisskala INES der Stufe 2 zugeordnet, das verspätet gemeldete Vorkommnis in Gösgen vom 24. Juni 2008 der Stufe 1, und die übrigen Vorkommnisse im Berichtsjahr wurden auf Stufe 0 eingestuft. Das ist seit mindestens 1995 das bezüglich solcher Vorkommnisse deutlich schlechteste Betriebsjahr des Schweizer KKW-Parks.

### Betriebsjahr 2010
Die 41 meldepflichtigen Vorkommnisse im Jahr 2010 verteilten sich wie folgt auf die Schweizer Kernanlagen: insgesamt zehn Mal für die beiden Reaktoren im Kernkraftwerk Beznau, elf Mal für Gösgen, fünf Mal für Leibstadt und vierzehn Mal für Mühleberg. Im Fall Mühleberg relativierte das ENSI, die Störungen seien «im wesentlichen» während der Inbetriebnahme neuer Ausrüstung aufgetreten. In den Kernanlagen des PSI ereigneten sich im Jahr 2010 zwei meldepflichtige Vorkommnisse der INES-Stufe 0. Keine Vorkommnisse verzeichnete das ENSI bei den beiden Forschungsreaktoren der ETH Lausanne und der Universität Basel.
40 der 41 Vorkommnisse waren der INES-Stufe 0 zuzuordnen. Ein Vorkommnis während der Revision im Kernkraftwerk Leibstadt vom 31. August 2010 ordnete das ENSI der INES-Stufe 2 zu. Dabei wurde bei einem Taucher die zulässige Strahlendosis von 20 Millisievert (mSv) pro Jahr überschritten. Eine Übertretung des Strahlenschutzgesetzes wurde bei dem Vorfall allerdings nicht erreicht.

### Betriebsjahr 2011
Im Jahr 2011 gab es 31 meldepflichtige Vorkommnisse in den Schweizer Kernkraftwerken. Davon wurden 30 in der Stufe 0 und eines in der Stufe 1 der Ereignisskala INES eingeteilt. Sieben Vorkommnisse betrafen das Kernkraftwerk Beznau mit Block 1 und 2; fünf Vorkommnisse betrafen Gösgen, elf das Kernkraftwerk Leibstadt, vier das Kernkraftwerk Mühleberg, drei die Kernanlagen des Paul Scherrer Instituts und eines den Forschungsreaktor der ETH Lausanne. Kein Vorkommnis verzeichnete das ENSI beim Zwilag und beim Forschungsreaktor der Universität Basel. Das INES-1-Ereignis wurde infolge einer möglichen Verstopfung der Notstandsystem-Wasserfassung bei einem Extremhochwasser beim Kernkraftwerk Mühleberg gemeldet. Diese Erkenntnis bewog den Kraftwerksbetreiber BKW-FMB Energie AG, die Anlage vor dem geplanten Revisionstermin abzuschalten und nachzurüsten.

### Betriebsjahr 2012
Im Jahr 2012 gab es in den Schweizer Kernanlagen 36 meldepflichtige Vorkommnisse. 14 betrafen die beiden Blöcke des Kernkraftwerks Beznau; neun das Kernkraftwerk Gösgen, fünf das Kernkraftwerk Leibstadt, sechs das Kernkraftwerk Mühleberg und zwei die Kernanlagen des PSI. Keine meldepflichtigen Vorkommnisse verzeichnete das ENSI beim Zentralen Zwischenlager Würenlingen Zwilag, beim Forschungsreaktor der ETH Lausanne und beim Forschungsreaktor der Universität Basel. Unter den meldepflichtigen Vorkommnissen waren vier Reaktorschnellabschaltungen: je eine in den Kernkraftwerken Mühleberg und Gösgen sowie zwei im Kernkraftwerk Beznau.
Ein Vorkommnis des Jahres 2012 ordnete das ENSI auf der von 0 bis 7 reichenden international gültigen Ereignisskala INES der Stufe 1 zu. Es betraf eine Störung im Block 2 des Kernkraftwerks Beznau: Bei einem periodischen Funktionstest des Notstanddiesel-Generators startete dieser nicht. Das Aggregat wurde mit Druckluft angefahren, zündete aber nicht. Das aufgebotene Fachpersonal des Werks entlüftete die Kraftstoff-Zufuhrleitung. Beim darauf folgenden Startversuch lief das Aggregat an. Alle anderen Vorkommnisse des Jahres lagen unterhalb der Ereignisskala INES, das heisst auf Stufe 0.

### Betriebsjahr 2013
Die Zahl der meldepflichtigen Vorkommnisse, die für die nukleare Sicherheit relevant sind, lag mit 37 Meldungen im Schwankungsbereich der Vorjahre. Zwei Vorkommnisse betrafen das KKW Beznau Block 1 und fünf das KKW Beznau Block 2; sieben Vorkommnisse betrafen das KKW Gösgen, ebenfalls sieben das KKW Leibstadt, 13 das KKW Mühleberg, zwei die Kernanlagen des PSI und eines den Forschungsreaktor der Universität Basel. Keine Vorkommnisse verzeichnete das ENSI beim Zentralen Zwischenlager Würenlingen und beim Forschungsreaktor der ETH Lausanne. Auf der von Stufe 0 bis 7 reichenden internationalen Ereignisskala INES ordnete das ENSI im Berichtsjahr alle meldepflichtigen Vorkommnisse in den Kernkraftwerken der Stufe 0 zu. Weiter führte das ENSI im Jahr 2013 über 460 Inspektionen durch.

### Betriebsjahr 2014
Im Jahr 2014 gab es in den Schweizer Kernanlagen 39 meldepflichtige Vorkommnisse. Fünf Vorkommnisse betrafen das KKW Beznau Block 1 und fünf das KKW Beznau Block 2; elf Vorkommnisse betrafen das KKW Gösgen, neun das KKW Leibstadt und acht das KKW Mühleberg. Keine Vorkommnisse meldeten die Kernanlagen des PSI, des Zentralen Zwischenlagers Würenlingen und der ETH Lausanne. Der Forschungsreaktor der Universität Basel verzeichnete ein Vorkommnis. Auf der von Stufe 0 bis 7 reichenden internationalen Ereignisskala INES ordnete das ENSI im Berichtsjahr 38 meldepflichtige Vorkommnisse in den Kernkraftwerken der Stufe 0 zu. Ein Vorkommnis in Leibstadt wurde als INES 1 eingestuft. In den Schweizer Kernkraftwerken kam es gemäss ENSI in den vergangenen Jahren nur selten zu Schäden an Brennstäben.

### Betriebsjahr 2015
Im Jahr 2015 gab es in den Schweizer Kernanlagen 34 meldepflichtige Vorkommnisse. Vier Vorkommnisse betrafen das KKW Beznau Block 1 und drei das KKW Beznau Block 2; zehn Vorkommnisse betrafen das KKW Gösgen, zehn das KKW Leibstadt und sieben das KKW Mühleberg. Vier Vorkommnisse meldeten die Kernanlagen des PSI, keine die des Zentralen Zwischenlagers Würenlingen und der Universität Basel. Der Forschungsreaktor der ETH Lausanne verzeichnete ein Vorkommnis. Auf der von Stufe 0 bis 7 reichenden internationalen Ereignisskala INES ordnete das ENSI im Berichtsjahr 32 meldepflichtige Vorkommnisse in den Kernkraftwerken der Stufe 0 zu. Ein Vorkommnis in Leibstadt und eines in Gösgen wurde als INES 1 eingestuft. Ein Vorkommnis in Beznau 1 lässt sich momentan noch nicht einstufen.

### Betriebsjahr 2016
Im Jahr 2016 verzeichneten die Schweizer Kernanlagen 31 meldepflichtige Vorkommnisse. Davon ereigneten sich sieben Vorkommnisse in den beiden Reaktoren des Kernkraftwerks Beznau, drei in Mühleberg, zwölf in Gösgen und neun in Leibstadt. Keine Vorkommnisse wurden aus dem Paul Scherrer Institut PSI, dem zentralen Zwischenlager Zwilag und den Forschungsreaktoren gemeldet.

### Betriebsjahr 2017
Die Zahl der meldepflichtigen Ereignisse lag im Jahr 2017 bei 29. Drei Vorkommnisse betrafen das Kernkraftwerk Mühleberg, neun das Kernkraftwerk Leibstadt, sechs das Kernkraftwerk Gösgen, drei den Block 1 des Kernkraftwerks Beznau, vier den Block 2, und ein Vorkommnis betraf beide Blöcke des Kernkraftwerks Beznau. Im Zentralen Zwischenlager Zwilag kam es zu einem Vorkommnis. Sämtliche Vorkommnisse des Betriebsjahrs 2017 wurden der Stufe INES 0 zugeordnet. Im Paul Scherrer Institut PSI und im Forschungsreaktor der Eidgenössischen Technischen Hochschule in Lausanne EPFL ereigneten sich keine Vorkommnisse.

### Betriebsjahr 2018
Die Zahl der meldepflichtigen Vorkommnisse der fünf Kernkraftwerke liegt mit 33 Meldungen im Bereich des langjährigen Mittelwerts. Drei Vorkommnisse betrafen das KKW Beznau 1, ein Vorkommnis betraf das KKW Beznau 2, 13 Vorkommnisse betrafen das KKW Gösgen, 12 Vorkommnisse betrafen das KKW Leibstadt, vier Vorkommnisse betrafen das KKW Mühleberg. Für die restlichen Kernanlagen betrafen fünf Vorkommnisse die Kernanlagen des PSI, wovon ein Vorkommnis von Dritten verursacht und nicht dem PSI zugeordnet wurde und ein Vorkommnis betraf den Forschungsreaktor der EPFL in Lausanne. Keine Vorkommnisse haben das Zentrale Zwischenlager der ZWILAG und der Forschungsreaktor an der Universität Basel gemeldet. 31 Vorkommnisse ordnete das ENSI der Stufe 0 der internationalen Ereignisskala INES zu, zwei der Stufe 1. Die beiden INES-1-Vorkommnisse betrafen das Kernkraftwerk Leibstadt. Hier kam es zu Beginn der Jahreshauptrevision im Containment durch die ungenügende Wasserüberdeckung des ausgebauten Wasserabscheiders zu einer Erhöhung der Ortsdosisleistung. Ebenfalls zu einer INES-1-Bewertung führte eine eingeschränkte Verfügbarkeit der Systeme zur Wärmeabfuhr.

### Betriebsjahr 2019
In den Kernanlagen kam es im Jahr 2019 zu 34 meldepflichtigen Vorkommnissen: Zwei Vorkommnisse betrafen den Block 1, fünf Vorkommnisse den Block 2 und zwei Vorkommnisse beide Blöcke des KKW Beznau. Zwei Vorkommnisse betrafen das KKW Mühleberg, acht das KKW Gösgen und elf das KKW Leibstadt. Nicht auf ihre Eignung bei Störfallbedingungen geprüfte Druckmessumformer im KKW Gösgen führten zu einer INES-1-Bewertung auf der internationalen Ereignisskala der IAEA. Die übrigen Vorkommnisse wurden als INES 0 eingestuft. Bei der Zwilag verzeichnete das ENSI im Berichtsjahr ein meldepflichtiges Vorkommnis. In den Kernanlagen des PSI waren im Jahr 2019 drei meldepflichtige Vorkommnisse zu verzeichnen. Davon betrafen zwei Vorkommnisse den Forschungsreaktor der EPFL.

### Betriebsjahr 2020
In den Kernanlagen kam es im Jahr 2020 zu 29 meldepflichtigen Vorkommnissen: Zwei Vorkommnisse betrafen den Block 1 des KKW Beznau, eines den Block 2, und fünf Vorkommnisse betrafen beide Blöcke. Das KKW Gösgen zählte sechs, das KKW Leibstadt drei und das KKW Mühleberg vier meldepflichtige Vorkommnisse. Im Paul Scherrer Institut kam es zu drei, im Zentralen Zwischenlager ebenfalls zu drei und an der EPFL zu zwei meldepflichtigen Vorkommnissen. Eine Montageabweichung bei den Schwingungsdämpfern der Notstanddiesel im KKW Beznau führte zu einer INES-1-Bewertung. Die übrigen Vorkommnisse wurden als INES 0 eingestuft. Aufgrund der COVID-19-Pandemie ergriffen die Betreiber der Kernanlagen Massnahmen zur Sicherstellung des vorgesehenen Personalbestandes und passten teilweise die Jahreshauptrevisionen an.

### Betriebsjahr 2021
In den Kernanlagen kam es im Jahr 2021 zu 24 meldepflichtigen Vorkommnissen: Vier Vorkommnisse betrafen den Block 1 und zwei den Block 2 des KKW Beznau. Acht Vorkommnisse betrafen das KKW Gösgen, fünf das KKW Leibstadt und drei das KKW Mühleberg. Alle Vorkommnisse wurden der Stufe 0 der internationalen Ereignisskala INES zugeordnet. In den Kernanlagen des PSI waren im Jahr 2021 zwei meldepflichtige Vorkommnisse zu verzeichnen. Der Forschungsreaktor der EPFL verzeichnete im Jahr 2021 kein Vorkommnis. Auch beim Zentralen Zwischenlager verzeichnete das ENSI im Berichtsjahr kein meldepflichtiges Vorkommnis.

### Betriebsjahr 2022
In den Kernanlagen kam es im Jahr 2022 zu 30 meldepflichtigen Vorkommnissen: Fünf Vorkommnisse betrafen den Block 1, fünf den Block 2, und ein Vorkommnis betraf beide Blöcke des KKW Beznau. Sechs Vorkommnisse betrafen das KKW Gösgen und sechs das KKW Leibstadt. Das KKW Mühleberg, das sich in der Stilllegung befindet, verzeichnete vier Vorkommnisse. In den Kernanlagen des PSI waren im Jahr 2022 zwei meldepflichtige Vorkommnisse zu verzeichnen. Der Forschungsreaktor der EPFL verzeichnete im Jahr 2022 kein Vorkommnis. Beim Zentralen Zwischenlager kam es zu einem meldepflichtigen Vorkommnis. Alle Vorkommnisse wurden der Stufe 0 der internationalen Ereignisskala INES zugeordnet.

### Betriebsjahr 2023
In den Kernanlagen kam es im Jahr 2023 zu 25 meldepflichtigen Vorkommnissen: Sieben Vorkommnisse mit Bezug zur nuklearen Sicherheit betrafen den Block 1 des KKW Beznau, acht das KKW Gösgen und sieben das KKW Leibstadt. Das Paul Scherrer Institut zählte zwei solche Vorkommnisse. Alle Vorkommnisse wurden der Stufe 0 der internationalen Ereignisskala INES zugeordnet. Im KKW Beznau 2, im Zentralen Zwischenlager der Zwilag in Würenlingen und an der EPFL kam es zu keinem meldepflichtigen Vorkommnis. Im KKW Mühleberg, das sich in der Stilllegung befindet, gab es ein Vorkommnis mit Bezug zur Sicherung zu verzeichnen.

### Betriebsjahr 2024
In den Kernkraftwerken in der Schweiz kam es im Jahr 2024 zu 34 meldepflichtigen Vorkommnissen mit Bezug zur nuklearen Sicherheit, die alle der Stufe 0 der internationalen Ereignisskala INES zugeordnet wurden. Im Zentralen Zwischenlager der Zwilag kam es zu zwei Vorkommnissen, die ebenfalls der INES-Stufe 0 zugeordnet wurden. Das Paul Scherrer Institut und die Ecole Polytechnique de Lausanne verzeichneten keinen meldepflichtigen Befund.

## Kritik am ENSI
In den Jahren 2012 und 2013 engagierte der ENSI-Rat die PR-Agentur Hirzel.Neef.Schmid.Konsulenten für 50'000 Franken, um ihr Image zu verbessern. Die Berater hielten zur Reputation fest: «Das ENSI drohe als Organisation wahrgenommen zu werden, die nur noch das Ende verwaltet und wie ein Dinosaurier ausstirbt.» Das ENSI beendete die Zusammenarbeit, weil diese «nicht den erwarteten Nutzen» gebracht hätte. In diesem Zusammenhang erstellte Dokumente wurden vom ENSI aufgrund eines Gesuchs, gestützt auf das Öffentlichkeitsgesetz, veröffentlicht.